# Verbic
Verbic (szlovákul Vrbica) Liptószentmiklós városrésze a városközponttól délkeletre, egykor önálló község Szlovákiában, a Zsolnai kerület Liptószentmiklósi járásában.

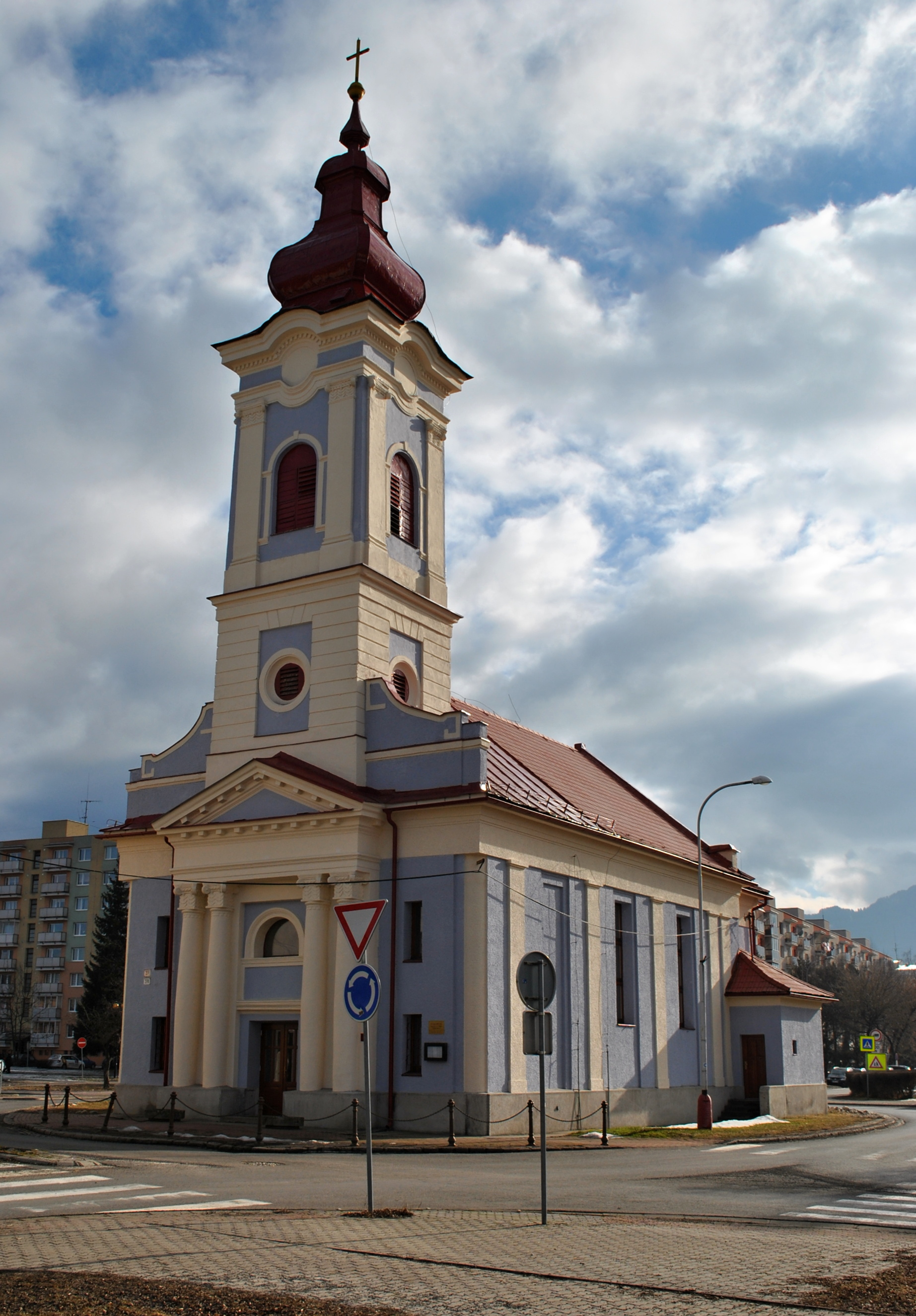
Az evangélikus templom

## Története
Először 1267-ben említi oklevél. A település egykor sokkal jelentősebb volt, városi kiváltságai korábbiak, mint Liptószentmiklósé. Lakói híres kézművesek, tímárok, tutajosok voltak. A 17. században a liptóóvári kincstári uradalom részévé süllyedt.
A 18. század végén Vályi András így ír róla: „VERBICZE. Tót Mezőváros Liptó Várm. földes Ura a’ Kir. Kamara, lakosai többfélék, fekszik Sz. Miklóshoz nem meszsze, és annak filiája; határját Vág, és Szmereczka vizek néha megöntik; fája van, legelőt bérben tartanak, piatza Sz. Miklóson vagyon.”
Fényes Elek 1851-ben kiadott geográfiai szótárában így ír a településről: „Verbicze, Liptó vm. tót m.v., Szent-Miklós mellett, mellytől csak egy patak választja el. Számlál 256 kath., 1691 evang., 31 zsidó lak. Ev. anya-, kath. fil. szentegyház. Földe termékeny; lakosai mesterségekből, hajózásból, kereskedésből élősködnek. F. u. a kamara. Ut. p. Okolicsna.”
1890-ben  Verbichustákon 116 magyar és 541 szlovák anyanyelvű élt. 1910-ben 2600 lakosából 63 magyar és 2474 szlovák volt. A trianoni diktátumig Liptó vármegye Liptószentmiklósi járásához tartozott.
1923-ban Liptószentmiklóshoz csatolták. Régi épületeit az 1960-70-es években nagyrészt lerombolták, helyükön modern lakótelepeket emeltek.

## Nevezetességei
- Evangélikus temploma 1785-ben imaháznak épült, 1841-ben bővítették templommá.

## Lásd még
- Liptószentmiklós
- Andaháza
- Andrásfalu
- Benic
- Bodafalu
- Deménfalu
- Illanó
- Kispalugya
- Okolicsnó és Sztosháza
- Plostin
- Vitálisfalu